# Metz Hockey Club
Le Metz Hockey Club (MHC) — anciennement Hockey Club Metz Moselle Lorraine — fondé en 2018 à Metz, est un club français de hockey sur glace évoluant en Division 3 depuis la saison 2019-2020. Le surnom de l'équipe, Graoully, fait référence au dragon mythique de la ville de Metz.

## Historique

### Premier club à Metz (1968 - 2002)
Fondé à l'origine en 1968, le Hockey Club Metz prend réellement forme en 1971 lorsqu'il se nomme "l’Association des sports de glace de Metz". En 1973, le club change de nom pour devenir le "Hockey Club de Metz".
L'année 1984 marque un tournant avec la création d'un ambitieux club dans la ville voisine d'Amnéville. Le HCM et l'AHC forment une équipe commune pour le premier championnat de Division 3 en 1986 qui termine deuxième de la poule Est. L'année suivante, une partie de l'effectif messin part pour Amnéville qui annonce clairement son intention de grimper les échelons. Metz maintient une équipe, prévue pour le championnat loisir, mais qui finit par jouer en Division 3 faute de clubs participants en championnat loisir (Division 4). Le HCM termine dernier de sa poule Est, alors qu'Amnéville atteint la phase finale. En 1998 le mouvement s'accélère, Metz joue en loisir tandis qu'Amnéville remporte le titre de champion de Division 3. Le HCM tentera de garder une équipe en Division 3 les deux années suivantes avant d'abandonner la compétition, ne gardant qu'une équipe loisir et le hockey mineur. En 2002, Metz fusionne définitivement avec Amnéville, le Moselle Amnéville Hockey Club devient alors le seul club de hockey en Moselle.

### Second club (2009 - 2017)
Il faut attendre 2009 pour voir la recréation d'un club de hockey à Metz, le "Hockey Club Metz Moselle Lorraine", sous l'impulsion d'anciens joueurs du club original tels que Gilles et Yannick Hamri, d'Aïssa Rahmoun et de l'entraîneur Vladimir Kouznetsov. Le club sera régulièrement suivi par le média local "Le Graoully déchaîné". L'équipe senior est dissoute en 2013 et le club dépose le bilan en 2017 faute de sponsors et de subventions nécessaires. Une énième fusion avec le Moselle Amnéville Hockey Club fut sur la table, qui lui est en redressement judiciaire, mais sans succès.

### Le renouveau (depuis 2018)
En septembre 2018, sous l'impulsion du nouveau président Christophe Fondadouze et avec le nouvel entraîneur Kevin Le Guen, le club revoit le jour et une nouvelle équipe senior est formée. Celle-ci a évolué en Trophée fédéral (Division 5) au cours de la saison 2018-2019 et évolue désormais en Division 3 (D4).
Après une première saison en Division 3 correcte, les Graoullys réussissent un gros coup à l'inter-saison avec le recrutement de Claude Devèze au poste d'entraîneur, il passe ainsi de la Ligue Magnus à la Division 3. Depuis 2021, le Metz HC a vu le passage de Andrei Esipov, de Martin Duval et enfin d'Hugo Damy au poste d'entraineur du club mosellan.
Lors de l'été 2024, le Metz HC devient le seul et unique club en Moselle avec une équipe sénior pour la saison 2024-2025 à la suite du dépôt de bilan du Moselle Amnéville Hockey Club.

## Palmarès et résultats sportifs

### Palmarès
Le tableau suivant récapitule les performances du Metz Hockey Club dans les différentes compétitions officielles françaises.
| Compétitions nationaux                                                         |
| ------------------------------------------------------------------------------ |
| - Coupe de France - Meilleure performance : 1/16ème de finale en 2022 et 2024. |

### Résultats saison par saison
| Saison    | Division   | Classement | Coupe de France   |
| --------- | ---------- | ---------- | ----------------- |
| 2019-2020 | Division 3 | 7e         | 1er tour          |
| 2020-2021 | Division 3 | Annulé     | 1er tour          |
| 2021-2022 | Division 3 | 3e         | 1/16e de finale   |
| 2022-2023 | Division 3 | 3e         | 1er tour          |
| 2023-2024 | Division 3 | 7e         | 1/16e de finale   |
| 2024-2025 | Division 3 | En cours   | Tour préliminaire |

## Identité du club

### Noms
- 1971-1973 : l’Association des Sports de Glace de Metz
- 1973-1984 : Hockey Club de Metz
- 1984-1987 : Metz-Amnéville Hockey Club
- 1987-2011 : Hockey Club de Metz
- 2011-2017 : Hockey Club Metz Moselle Lorraine
- 2018- : Metz Hockey Club

### Logos

Logo du Metz Hockey Club depuis 2018.

## Effectif actuel
Cette section présente les joueurs de l'équipe par poste — gardien de buts, défenseurs et attaquants.
| No    | Nom                 | Nat. | Position       | Arrivée |
| ----- | ------------------- | ---- | -------------- | ------- |
|       | Roman de Préval     |      | Gardien de but | 2019    |
|       | Xavier Raffner      |      | Défenseur      | 2018    |
|       | Youry Drain         |      | Défenseur      | 2010    |
|       | Océan Techer        |      | Défenseur      | 2018    |
|       | Christophe Pierre   |      | Défenseur      | 2018    |
|       | Clément Grut        |      | Défenseur      | 2019    |
| +088, | Michael Richard – C |      | Défenseur      | 2010    |
|       | Mehdi Gacem         |      | Attaquant      | 2018    |
|       | Bryan Leheron       |      | Attaquant      | 2018    |
|       | Gleb Vorobyev       |      | Attaquant      | 2018    |
|       | Hugo Barthels       |      | Attaquant      | 2018    |
| +010, | Yannick Hamri – A   |      | Attaquant      | 2009    |
|       | David Donzel        |      | Attaquant      | 2018    |
|       | Kevin Le Guen       |      | Attaquant      | 2018    |

## Infrastructures
Depuis 2016, la patinoire de Metz (500 places) a été en partie rénovée et remise aux normes. Elle se nomme désormais Ice Arena de Metz.
Elle possède une piste sportive de 1500m² avec accès aux gradins. La piste est surplombée par le système de son Madrix: un ensemble de jeux de lumières. Cette dernière possède aussi un bar, le "Ice Bar" et d'une boutique, le "Ice Shop".